# Кейлайн, Эл
Алберт Уильям Кейлайн (англ. Albert William Kaline, 19 декабря 1934, Балтимор, Мэриленд — 6 апреля 2020, Блумфилд-Хилс, Мичиган) — американский бейсболист, аутфилдер. Выступал в Главной лиге бейсбола с 1953 по 1974 год. Всю карьеру отыграл в составе клуба «Детройт Тайгерс», выбил более 3 000 хитов и 399 хоум-ранов. Его игровой номер выведен в команде из обращения. Победитель Мировой серии 1968 года. Пятнадцать раз принимал участие в Матче всех звёзд лиги. Десять раз получал награду Золотая перчатка. Обладатель награды Роберто Клементе 1973 года. В 1980 году избран в Национальный зал славы бейсбола.
После завершения карьеры Кейлайн в течение двадцати пяти лет работал комментатором на играх «Детройта», был советником владельца клуба и ассистентом генерального менеджера. 

## Биография

### Ранние годы
Алберт родился 19 декабря 1934 года в Балтиморе в семье Николаса и Наоми Кейлайн. Его отец играл в бейсбол на полупрофессиональном уровне и с детства начал развивать в сыне навыки питчера. В возрасте девяти лет Алберт мог бросать фастбол, чейндж-ап и кервбол, и выделялся среди сверстников силой руки. Занятия спортом помогли Элу справиться с последствиями остеомиелита, из-за которого ему удалили кость из левой ступни. Во время учёбы в старшей школе он пробовал играть в американский футбол и баскетбол, весной 1950 года попробовал свои силы в бейсбольной команде. Свободных мест для питчеров не было и тренер переставил Кейлайна на позицию аутфилдера, где тот быстро проявил навыки игры в защите.
В течение четырёх лет игры в школьном бейсболе Кейлайн был под пристальным вниманием скаутов профессиональных клубов. Помимо отличной игры в защите, он прогрессировал и как отбивающий. В последний год выступлений за школьную команду его показатель отбивания составлял 48,8 %. На следующий день после выпуска скаут клуба «Детройт Тайгерс» приехал к нему домой с готовым контрактом. Эл получил 15 тымяч долларов в качестве бонуса и 20 тысяч заработной платы на следующие три сезона. С помощью этих денег он оплатил ипотеку родителей и операцию на глазах для матери.

### Детройт Тайгерс

#### Начало карьеры
По действовавшим тогда правилам, Кейлайн должен был в течение двух лет находится в основном составе команды. В клубе планировали, что в эти два сезона его будут задействовать в играх ограниченно, а на третий год переведут в фарм-клуб, где он мог бы получать необходимый опыт. В Главной лиге бейсбола Эл дебютировал 25 июня 1953 года, выйдя на замену в игре против «Филадельфии Атлетикс». Шестнадцатого сентября он впервые сыграл в стартовом составе, выбив в той игре три сингла. Всего он выходил на поле в тридцати матчах и этого хватило, чтобы произвести впечатление на главного тренера команды Фреда Хатчинсона.
Весной 1954 года на сборах Кейлайн стал стартовым правым аутфилдером команды. В первую очередь он проявил себя как великолепный защитник, но и на бите Эл играл неплохо, закончив сезон с показателем эффективности 27,6 %. Беспокойство вызывал лишь недостаток силы ударов: он выбил только 25 экстра-бейс-хитов и набрал всего 43 RBI. В межсезонье он уделил много внимания работе над этим аспектом своей игры. В результате к концу апреля 1955 года Кейлайн отбивал с эффективностью 45,3 %. В том сезоне он впервые был приглашён на Матч всех звёзд, а по ходу чемпионата лидировал в лиге по количеству хитов, хоум-ранов, ранов и RBI. Год он завершил с 200 хитами, став первым аутфилдером «Тайгерс» за двенадцать лет, кому удалось добиться такого показателя. С показателем эффективности игры на бите 34,0 % он стал лучшим отбивающим Американской лиги, самым молодым с 1907 года. Подводя итоги сезона, журнал Sporting News сравнил Кейлайна с Джо Ди Маджо. В 1956 году он играл несколько хуже, но второй раз подряд стал участником Матча всех звёзд. 

#### Годы славы
Перед началом сезона 1957 года между Элом и генеральным менеджером клуба Спайком Бриггсом возник спор из-за суммы нового контракта. В команде были согласны с тем, что игрок заслуживает повышения зарплаты, но его величина вызвала разногласия. В конце концов Кейлайн получил желаемые условия, но болельщики стали воспринимать его как эгоистичного игрока. Журналисты также часто задавали ему провокационные вопросы на эту тему и он реже стал общаться с прессой. Впрочем, на игру Эла отрицательного влияния ситуация не оказала. В 1957 году он вновь был выбран для участия в Матче всех звёзд, а по итогам впервые получил Золотую перчатку как лучший по игре в защите на своей позиции. Регулярный чемпионат 1958 года Кейлайн закончил с показателем отбивания 31,3 % и второй Золотой перчаткой. В том же году совместно с бизнесменом Фрэнком Карлином и звездой «Детройт Ред Уингз» Горди Хоу он стал совладельцем успешного предприятия по продаже автомобильных запчастей. 
В 1959 году его перевели с позиции правого аутфилдера в центр. На надёжности Эла в защите это не сказалось и по итогам чемпионата он третий раз подряд стал обладателем Золотой перчатки. Он вновь был приглашён на Матч всех звёзд, опередив в голосовании болельщиков Микки Мэнтла. По ходу сезона Кейлайн выбил 1 000 в карьере хит и начал проявлять себя как один из лидеров «Тайгерс» не только на поле. 
Перед стартом чемпионата 1960 года в «Детройте» произошёл ряд перестановок. Генеральным менеджером был назначен Билл Девитт, сразу же обменявший лучшего отбивающего команды. Следом сменился и главный тренер. Эти обстоятельства, а также проблемы вне поля, сказались на игре Кейлайна. Он не смог в шестой раз подряд попасть в число игроков стартового состава на Матч всех звёзд, хотя и был вызван туда как запасной. Чемпионат Эл завершил с показателем отбивания 27,8 %, который стал для него худшим с 1954 года. В 1961 году в «Тайгерс» снова сменился тренер, вместе с этим снова начал блистать и Кейлайн. Сезон принёс ему седьмое участие в Матче всех звёзд и награду Возвращение года в Американской лиге. Следующий год Детройт начал очень уверенно, команда шла в числе лидеров до конца мая, когда Эл сломал ключицу в матче против «Нью-Йорк Янкис». Ему пришлось пропустить 54 матча, а команда за это время отстала от конкурентов. На результаты самого Кейлайна травма повлияла не так значительно. Он выбил 29 хоум-ранов, побив свой личный рекорд. Его снова выбрали в число участников Матча всех звёзд, он заработал пятую в карьере Золотую перчатку и претендовал на награду Самому ценному игроку Американской лиги.
В 1963 году он немного изменил свой подход к игре на бите, чтобы чаще попадать на базу и позволить набирать очки дуэту лучших силовых отбивающих команды Норму Кэшу и Рокки Колавито. Летом Кейлайн в очередной раз сыграл в Матче всех звёзд. До самого конца сезона он боролся за лидерство среди бьющих с Карлом Ястремски, но остался вторым с показателем эффективности 31,2 %. В голосовании, определявшем Самого ценного игрока лиги, Эл тоже занял второе место. По итогам чемпионата он также получил свою шестую Золотую перчатку. Весной 1964 года он травмировал ногу, на которой ранее перенёс операцию. Из-за болей Кейлайн пропустил несколько игр и отказался от участия в Матче всех звёзд, куда его выбрали десятый год подряд. Пауза пошла ему на пользу: сезон он закончил с показателем отбивания 29,3 % и седьмой Золотой перчаткой.
Больная нога по-прежнему беспокоила его. В следующем году Элу пришлось играть в специальной обуви, а перед началом сезона 1966 года ему сделали ещё одну операцию. Два этих сезона для него были отмечены ещё двумя приглашениями на Матч всех звёзд и двумя Золотыми перчатками. Последнюю в карьере награду лучшему защитнику Кейлайн получил в 1967 году. В том сезоне «Детройт» вёл борьбу за попадание в Мировую серию, уступив в ней только «Бостон Ред Сокс». Эл в тринадцатый раз подряд был выбран в число участников Матча всех звёзд, но не сыграл в нём из-за перелома руки. Травму он получил, когда после поражения в сердцах ударил битой по стойке для их хранения. Он пропустил 31 матч чемпионата, но успел выбить 25 хоум-ранов, доведя их общее количество до 300. 

#### Победа в Мировой серии
Перед стартом сезона 1968 года Кейлайн вышел из бизнеса, стремясь больше времени уделять бейсболу. В апреле он сыграл свой 2000 матч в карьере, а в мае выбил 307-й хоум-ран, став лидером «Тайгерс» по этому показателю. Затем Эл снова сломал руку и пропустил около полутора месяцев. После возвращения тренеры старались беречь своего лидера, чаще выпуская его на поле только в роли пинч-хиттера. Несколько игр он сыграл на первой базе. Семнадцатого сентября результативный удар Кейлайна обеспечил «Тайгерс» победу в Американской лиге и право сыграть в Мировой серии. Соперниками команды по финалу стали «Сент-Луис Кардиналс». «Детройт» одержал победу в семи матчах, Эл в этих играх отбивал с показателем 37,9 % и выбил два хоум-рана. 

#### Последние годы в лиге
Победа в Мировой серии была одной из главных целей в карьере Эла и на её достижение у него ушло двадцать лет. В 1970 году одну из улиц близ стадиона «Тайгерс» переименовали в Кейлайн-драйв в его честь. В сезоне 1971 года его снова выбрали в число участников Матча всех звёзд, который состоялся в Детройте. В 1972 году он выбил свой 369-й в карьере хоум-ран и помог команде выйти в плей-офф. В 1973 году он стал обладателем награды Роберто Клементе. Последний свой сезон в Главной лиге бейсбола Кейлайн провёл в 1974 году, выходя на поле только в роли назначенного бьющего. Летом того года он в пятнадцатый раз сыграл в Матче всех звёзд, а в сентябре выбил 3 000-й в карьере хит.
Всего за время выступлений в лиге Кейлайн сделал 3 007 хитов, 498 даблов, 75 триплов, выбил 399 хоум-ранов. Его карьерный показатель отбивания составил 29,7 %. При этом за карьеру Эл пропустил 594 матча. Он заслужил репутацию одного из лучших защитников лиги, десять раз став обладателем Золотой перчатки.  

### После завершения карьеры
Закончив играть, Кейлайн остался связан с «Детройт Тайгерс». Начиная с 1976 года, он в течение двадцати пяти лет работал комментатором на матчах команды. В разные годы он участвовал в жизни клуба как консультант, советник владельца и специальный помощник генерального менеджера. 
В 1980 году его избрали в Национальный зал славы бейсбола. По состоянию на 2020 год его 399 хоум-ранов остаются рекордом «Детройт Тайгерс». Эл является одним из шести игроков, статуи которых установлены на стадионе «Комерика-Парк». Номер 6, под которым он играл, выведен в команде из обращения.
Эл Кейлайн скончался 6 апреля 2020 года в своём доме в Блумфилд-Хилс в Мичигане. Ему было 85 лет.